# Cá sơn đầu trần
Cá sơn đầu trần, tên khoa học  Ambassis gymnocephalus, là một loài cá trong họ Ambassidae. Chúng được Lacepède mô tả lần đầu tiên vào năm 1802.